# Crocicchia
Crocicchia (en cors A Crucichja) és un municipi francès, situat a la regió de Còrsega, al departament d'Alta Còrsega. L'any 1999 tenia 50 habitants. Forma part de la comarca tradicional corsa (pieve) de Castagniccia.

## Demografia
| 1962 | 1968 | 1975 | 1982 | 1990 | 1999 |
| ---- | ---- | ---- | ---- | ---- | ---- |
| 59   | 79   | 58   | 48   | 62   | 50   |

## Administració
| Període | Identitat             | Partit | Qualitat |  |
| ------- | --------------------- | ------ | -------- |  |
| 2001-   | Ange-Félix Pasqualini | DVD    |          |  |